# Перескоков, Александр Викторович
Перескоков Александр Викторович (род. 26 октября 1956 г. Киров) — российский государственный и политический деятель, советник губернатора Кировской области.

## Биография
В 1976 году окончил Кировский строительный техникум, по специальности «Промышленное и гражданское строительство», в 1999 году — Вятский государственный педагогический университет по специальности "Технологии предпринимательства", в 2003 году — Вятский государственный гуманитарный университет по специальности «Государственное и муниципальное управление».
После окончания техникума в 1976 году работал мастером треста «Кировжилстрой», откуда был призван на срочную военную службу в ряды Советской Армии, после демобилизации работал инженером строительной лаборатории.
С 1979 по 1987 год — на руководящей комсомольской работе, с 1987 года заместитель председателя Первомайского райисполкома города Кирова, в 1996 году приглашен на руководящую работу в Администрацию Кировской области. С 2001 по 2014 год — заместитель главы администрации Кировской области, заместитель Председателя Правительства Кировской области — управляющим делами Правительства области.
С декабря 2014 года по октябрь 2017 года — глава администрации города Кирова. С ноября 2017 года — советник губернатора Кировской области.
В данный момент - проректор ВятГУ по управлению имущественным комплексом.
Действительный государственный советник 1 класса.

## Награды
- Медаль ордена «За заслуги перед Отечеством» II степени, Указ Президента РФ № 1074 от 3 октября 2006 года.[5]
- Почётный знак «За безупречную государственную службу», Указ Губернатора Кировской области № 109 от 2 сентября 2011 года.[6]
- Медаль «За заслуги в проведении Всероссийской переписи населения».[7]